# Metasia thelcteria
Metasia thelcteria là một loài bướm đêm trong họ Crambidae.